# Liste der Stolpersteine im Landkreis Waldshut
In der Liste der Stolpersteine im Landkreis Waldshut sind alle besonderen Pflastersteine in Gehwegen – sogenannte Stolpersteine – aufgeführt, die an die Opfer der nationalsozialistischen Diktatur in der Stadt Waldshut-Tiengen und naher Umgebung, im baden-württembergischen Landkreis Waldshut erinnern sollen.

## Stolpersteine im Landkreis Waldshut
Stolpersteine sind ein Projekt des Künstlers Gunter Demnig. Mit diesen kleinen Gedenktafeln soll an das Schicksal der Menschen erinnert werden, die während des Nationalsozialismus ermordet, deportiert, vertrieben oder in den Suizid getrieben wurden. Sie werden in der Regel vor dem letzten frei gewählten Wohnsitz eines NS-Opfers niveaugleich in den Gehweg eingelassen.
Die ersten 14 Stolpersteine in Waldshut und Tiengen wurden am 14. und 15. September 2012 von Gunter Demnig verlegt. Am 7. September 2013 kamen weitere zehn Steine dazu, die ebenfalls von Demnig verlegt wurden. Fünf Steine wurden am 19. Oktober 2013 vom Bauamt verlegt. Die nächsten zehn setzte wieder Demnig persönlich am 22. August 2016 ein, davon je einen in Dogern, im Weilheimer Teilort Nöggenschwiel und im Albbrucker Teilort Unteralpfen. Die Verlegung des Stolpersteins für Willy Aufrichtig in Waldshut wurde am 9. November 2016 vom Bauamt vorgenommen. Am 5. März 2020 wurden die nächsten elf Steine, wieder von Gunter Demnig, in Tiengen, Waldshut, Unteralpfen und Laufenburg verlegt. Insgesamt wurden bisher 51 Stolpersteine im Landkreis Waldshut in den Boden eingelassen.

### Albbruck
| Bild | Inschrift | Adresse                          | Verlege- datum | Kurzbiographie |
| --- | --- | -------------------------------- | -------------- | --- |
| Bild gesucht Die Wikipedia wünscht sich an dieser Stelle ein Bild vom hier behandelten Ort. Weitere Infos zum Motiv findest du vielleicht auf der Diskussionsseite . Falls du dabei helfen möchtest, erklärt die Anleitung , wie das geht. BW | HIER WOHNTE PFARRER MAX GRAF JG. 1884 DENUNZIERT VERHAFTET 1944 VORWURF KANZELMISSBRAUCH GEFÄNGNIS WALDSHUT 1945 DACHAU ERMORDET 25.4.1945 | Kirche Stolperstein              | 22. Aug. 2016  | Max Graf ist am 8. November 1884 in Hambrücken geboren. Am 6. Juli 1910 wurde er Priester. In den Jahren 1921–1926 wirkte Max Graf als Kaplaneiverweser in Kuppenheim und übernahm 1926–1937 die Pfarrei Wyhl am Kaiserstuhl. Ende 1933 fanden erste Überfälle der Hitlerjugend auf Mitglieder der katholischen und evangelischen Jugend statt. Wer sich zur Kirche bekannte, wurde verspottet und lächerlich gemacht. Durch den fast aussichtslosen Kampf um die Gesinnung der deutschen Jugend, nervlich bereits stark geschwächt, trat Max Graf 1937 in der kleinen Gemeinde Unteralpfen bei Waldshut seinen Dienst als Pfarrer an. Im Religionsunterricht versuchte er zu retten, was noch zu retten war. Die für seine spätere Verhaftung entscheidende Predigt hielt Pfarrer Max Graf am 14. Mai 1944, am Bittsonntag, worin er sich zum Sinn und Zweck des Bittgebetes äußerte. Diese Predigt bot für die Personen, für die Pfarrer Max Graf schon längst ein Dorn im Auge war, die Gelegenheit. 6 Wochen nach der verhängnisvollen Predigt erhielt Pfarrer Max Graf dann die Aufforderung, sich am 3. Juli 1944 bei der Gestapo in Waldshut einzufinden. Am 10. Oktober 1944 erschien die Gestapo gegen 22.30 Uhr vor dem Pfarrhaus in Unteralpfen und nahm Pfarrer Max Graf fest und am 7. Februar 1945 wurde er ins KZ Dachau eingeliefert. Max Graf starb am 25. April 1945 an Flecktyphus, 4 Tage vor der Befreiung des Konzentrationslagers. |
| Bild gesucht Die Wikipedia wünscht sich an dieser Stelle ein Bild vom hier behandelten Ort. Weitere Infos zum Motiv findest du vielleicht auf der Diskussionsseite . Falls du dabei helfen möchtest, erklärt die Anleitung , wie das geht. BW | (…) | Leiterbachstraße 12 Stolperstein | 5. März 2020   | Augusta Jehle wurde 1901 in Happingen bei Dachsberg geboren und ist 1928 nach Unteralpfen gezogen. Nach dem Tod ihres Mannes arbeitete sie in der Mühle, um für den Unterhalt für ihre 5 Kinder zu sorgen. Bei dieser Arbeit lernte sie einen polnischen Kriegsgefangenen kennen, von dem sie einen Sohn gebar. Gegen diesen sogenannten Verstoß gegen die Rassengesetze wurde sie ins KZ Ravensbrück verschleppt, wo sie 1945 verstarb. |

### Dogern
| Bild | Inschrift | Adresse             | Verlege- datum | Kurzbiographie |
| --- | --- | ------------------- | -------------- | --- |
| Bild gesucht Die Wikipedia wünscht sich an dieser Stelle ein Bild vom hier behandelten Ort. Weitere Infos zum Motiv findest du vielleicht auf der Diskussionsseite . Falls du dabei helfen möchtest, erklärt die Anleitung , wie das geht. BW | IN DOGERN GEBOREN BENEDIKTINER-PATER ATHANASIUS GERSTER JG. 1877 VERHAFTET 1944 'WEHRKRAFTZERSETZUNG' GEFÄNGNIS BERLIN ZUCHTHAUS BAYREUTH VERHUNGERT 15.3.1945 | Kirche Stolperstein | 22. Aug. 2016  | Pater Athanasius Gerster wurde am 4. August 1877, als August Gerster in Dogern geboren. In der Benediktinerabtei Seckau erhielt er den Namen Athanasius Gerster. Nach Aufhebung der Abtei und der Vertreibung der Mönche fand er Obdach in der Abtei Neuburg bei Heidelberg. Nach einer schicksalhaften Bahnfahrt im Sommer 1944 mit einem Gespräch mit Werkmeister wurde er von der Gestapo denunziert und am 24. Juli 1944 verhaftet und im Januar 1945 zu 3 Jahren Haft verurteilt. Am 15. März 1945 starb Athanasius Gerster, völlig entkräftet an Unterernährung. |

### Laufenburg
| Bild | Inschrift | Adresse                 | Verlege- datum | Kurzbiographie |
| ---- | --- | ----------------------- | -------------- | --- |
|      | HIER WOHNTE SIEGFRIED LÖWENSTEIN JG. 1875 SCHUTZHAFT 1938 UNFREIWILLIG VERZOGEN 1939 STUTTGART DEPORTIERT 1942 TRANSIT-GHETTO IZBICA ERMORDET | Stadtweg 1 Stolperstein | 5. März 2020   | Siegfried Löwenstein ist 1875 in Rexingen bei Horb geboren. Mit seiner Frau Emilie zieht er nach dem 1. Weltkrieg von Cannstatt nach Laufenburg. 1920 erwirbt er mit seinen Brüdern Siegfried und Salomon das Ende der 1870er Jahre erbaute Dampfsägewerk. In der Reichskristallnacht 1938 wurde er in Schutzhaft genommen und nach Dachau gebracht. Er trug die Häftlingsnummer 20690. Am 7. Dezember 1938 wird er entlassen um 10 Tage später sein Sägewerk zu verkaufen. Der Erlös über 1,98 Millionen Reichsmark kam auf ein Sperrkonto. Er zieht, zusammen mit seiner Frau, am 6. April 1939 nach Stuttgart. Am 26. April 1942 wurden sie zusammen 626 anderen Personen, mit dem Reichsbahnzug DA56 nach Izbica ins dortige Transit-Ghetto gebracht. Nach Ankunft des Zuges, drei Tage später, verliert sich seine Spur. |
|      | HIER WOHNTE EMILIE LÖWENSTEIN GEB. ROSENTHAL JG. 1883 UNFREIWILLIG VERZOGEN 1939 STUTTGART DEPORTIERT 1942 TRANSIT-GHETTO IZBICA ERMORDET     | Stadtweg 1 Stolperstein | 5. März 2020   | Emilie Löwenstein ist 1883 in Beerfelden im Odenwald geboren. Zusammen mit ihrem Man zog die damals 35-jährige Emilie ins badische Laufenburg. Ihre Ehe blieb kinderlos. Nach der Machtergreifung der Nationalsozialisten, musste sie, zusammen mit ihrem Mann, unfreiwillig nach Stuttgart ziehen. 1942 wurde sie ins Transit-Ghetto Izbica gebracht. 1949 ist sie, zusammen mit ihrem Mann, für tot erklärt worden. |

### Waldshut-Tiengen

#### Tiengen
| Bild | Inschrift | Adresse                            | Verlege- datum | Kurzbiographie |
| ---- | --- | ---------------------------------- | -------------- | --- |
|      | HIER WOHNTE MORITZ MEIER JG. 1893 FLUCHT 1933 FRANKREICH INTERNIERT GURS FLUCHT 1942 SCHWEIZ ÜBERLEBT                                                                              | Hauptstraße 2 Stolperstein         | 14. Sep. 2012  | Moritz Meier wurde am 19. August 1893 in Nonnenweier, bei Lahr, geboren. Er erlernte den Beruf des Viehhändlers und wurde 1914 in den Kriegsdienst einberufen. 1919 ließ er sich in Grießen als Landwirt und Viehhändler nieder. Er war der einzige Jude im Dorf. In Grießen fand er freundliche Aufnahme. 1923 heiratete Moritz Meier Martha Abraham aus Rust. Dem Ehepaar wurden zwei Kinder geboren. 1926 zog Moritz Meier mit Frau und Sohn nach Tiengen, wo sich die Gelegenheit bot, westlich der Altstadt ein landwirtschaftliches Anwesen zu kaufen. Meiers lebten vom Viehhandel und dem Milchverkauf an die Zentrale in Tiengen und an privat. Der Viehbestand konnte mit der Zeit beträchtlich erhöht werden. Zuletzt hatten sie 19 Milchkühe im Stall. Bis zu zwei Knechte halfen aus und auch ein Auto besaß Meier. Auch in Tiengen waren sie gut integriert. Nach der Machtergreifung der Nationalsozialisten änderte sich das schnell. Er durfte seine Milch nicht mehr verkaufen. Nach mehrmaligen Verhaftungen setzte sich Meier Ende Juli 1933 in die Schweiz ab. Seine Familie folgte Anfang August. In Zürich fanden sie bei einer Schwester seiner Frau vorerst Unterschlupf. Von hier aus führte der Weg nach Frankreich. Im Tal der Loire, nahe Saumur und Angers, gelang es, das allerdings arg heruntergekommene landwirtschaftliche Anwesen St. Radegonde zu erwerben. Bis zum Beginn des 2. Weltkrieges verlief das Leben wieder normal. Danach wurde Moritz Meier als feindlicher Ausländischer interniert und im Herbst 1940 nach Gurs gebracht. Nach einem Jahr konnte er das Lager verlassen, aber nicht zu seiner Familie nach St. Radegonde, weil diese Region von den Deutschen besetzt war. Unter großen Gefahren fand er einen Fluchtweg in die Schweiz. Am 16. Dezember 1942 überwand er die Grenze im Jura und erreichte die Schweiz, in die Freiheit. 1948 emigrierte Moritz Meier in die USA. Dort starb er im Jahre 1995. |
|      | HIER WOHNTE MARTHA MEIER GEB. ABRAHAM JG. 1904 FLUCHT 1933 FRANKREICH GUT ST. RADEGONDE DEPORTIERT 1942 AUSCHWITZ ERMORDET 1942                                                    | Hauptstraße 2 Stolperstein         | 14. Sep. 2012  | Martha Meier geb. Abraham, wurde am 30. Januar 1904 in Rust geboren. Zusammen mit ihrem Ehemann Moritz hatten sie 2 Kinder. Ernst am 20. Juli 1924 in Grießen geboren und Ilse-Jeanette kam am 22. Januar 1927 in Tiengen zur Welt. Gemeinsam konnte die Familie über die Schweiz nach Chênehutte-les-Tuffeaux in Frankreich fliehen, wo sie das Gut St. Randgonde bewirtschafteten. Ihr Mann wurde im Herbst 1940 nach Gurs gebracht. Sie konnte mit ihren Kindern bleiben. Sie wurden dann in der Nacht vom 15. auf den 16. Juni 1942 abgeholt und nach Auschwitz gebracht, wo sie umgebracht wurden. |
|      | HIER WOHNTE JEANETTE ILSE MEIER JG. 1927 FLUCHT 1933 FRANKREICH GUT ST. RADEGONDE DEPORTIERT 1942 AUSCHWITZ ERMORDET 1942                                                          | Hauptstraße 2 Stolperstein         | 14. Sep. 2012  | Jeanette Ilse Meier wurde am 22. Januar 1927 in Tiengen geboren. Sie ist die Tochter von Moritz und Martha Meier. Sie wurde im Juni 1942 zusammen mit ihrem Bruder und ihrer Mutter nach Auschwitz deportiert und dort ermordet. |
|      | HIER WOHNTE ERNST MEIER JG. 1924 FLUCHT 1933 FRANKREICH GUT ST. RADEGONDE DEPORTIERT 1942 AUSCHWITZ ERMORDET 1942                                                                  | Hauptstraße 2 Stolperstein         | 14. Sep. 2012  | Ernst Meier wurde am 12. Oktober 1924 in Grießen geboren. Er war der älteste Sohn von Moritz und Martha Meier. Auch er spürte die Veränderungen nach der Reichskristallnacht. Als einziger Jude in der dritten Klasse durfte er beim morgendlichen Begrüßungsritual nicht aufstehen. Am Tag des Schulausflugs wurde ihm vom Lehrer erklärt, Juden seien beim Ausflug nicht erwünscht. Dazu hetzte der Lehrer, ein Parteimitglied, Ernst noch die Klasse hinterher, die ihn verprügelte. Eine Beschwerde von seinem Vater wurde vom Rektor abgeschmettert und Meier nahm daraufhin seinen Sohn von der Schule. Danach zog die ganze Familie über Zürich nach Frankreich. Von dort wurde dann Ernst mit seiner Mutter und Schwester nach Auschwitz gebracht, wo er ermordet wurde. |
|      | HIER WOHNTE JULIUS GUGGENHEIM JG. 1879 VERHAFTET 1938 DACHAU TOT 1938 | Hauptstraße 48 Stolperstein        | 14. Sep. 2012  | Julius Guggenheim wurde am 26. Oktober 1879 in Tiengen geboren. Seine Eltern waren der Kaufmann Samson Guggenheim und Bertha Guggenheim, geb. Rothschild. Im 1. Weltkrieg war er Soldat und in der Stadt war er ein integriertes Gemeindemitglied. Sein Schuhgeschäft lief gut, bei ihm konnte man auf Kredit einkaufen. Er war bis 1929 Mitglied des Männergesangsvereins. In der Pogromnacht 1938 wurde er mit seiner Frau verhaftet und von Waldshut aus nach Dachau gebracht, wo er am 28. November 1938 ermordet wurde. |
|      | HIER WOHNTE TELLY GUGGENHEIM GEB. LICHTENBERGER JG. 1889 DEPORTIERT 1940 GURS ERMORDET IN AUSCHWITZ                                                                                | Hauptstraße 48 Stolperstein        | 14. Sep. 2012  | Telly Guggenheim geb. Lichtenberger wurde am 6. März 1889 in Bretten geboren und ist die Ehefrau von Julius Guggenheim, den sie nach dem 1. Weltkrieg heiratete. Sie haben zwei Kinder, am 30. März 1921 kam Tochter Anna zur Welt, ein Jahr später am 5. Juni 1922 Sohn Ernst. Beide verließen Tiengen 1936 bzw. 1937. 1938 wurde sie mit ihrem Mann nach Waldshut ins Gefängnis gebracht. Sie wurde tags darauf entlassen und durfte nach Tiengen. 15 Monate später musste sie ihren Besitz verkaufen und reiste nach Freiburg. 1940 wurde sie von dort nach Gurs deportiert und 1942 nach Auschwitz wo sie gleich nach der Ankunft umgebracht wurde. In der Erbprinzenstr. 1 in Freiburg im Breisgau ist ein weiterer Stolperstein von Telly Guggenheim. |
|      | HIER WOHNTE IDA GUGGENHEIM JG. 1881 DEPORTIERT 1940 GURS ERMORDET IN AUSCHWITZ | Weihergasse 7 Stolperstein         | 14. Sep. 2012  | Ida Guggenheim ist am 10. Juni 1881 in Tiengen geboren. Ihre Eltern hießen Sigmund Guggenheim und Jeanette Guggenheim geb. Weil. Sie heiratete Sigmund Guggenheim. Zusammen hatten sie eine Tochter und einen Sohn. Die Kinder wanderten schon früh nach Amerika aus. Ihr Mann Sigmund verstarb 1929 und wurde auf dem Tiengener Judenfriedhof beerdigt. Ida Guggenheim arbeitete in der Stumpenfabrik Villiger. Sie war mit dem Ausrippen des Tabaks beschäftigt. In der Reichskristallnacht warfen die SA-Leute ihre Möbel auf die Straße. Die Witwe wurde dann mit den letzten Frauen, 59-jährig und nervlich angeschlagen, verhaftet und am 22. Oktober 1940 von der Gestapo nach Gurs verfrachtet. Von dort kam sie, via dem Sammellager Drancy, in das Vernichtungslager Auschwitz, wo sie am 10. August 1942 ermordet wurde. |
|      | HIER WOHNTE SOFIE SCHWARTZ GEB. GUGGENHEIM JG. 1878 DEPORTIERT 1940 GURS FREIKAUF 1941 SÜDAFRIKA ÜBERLEBT                                                                          | Priestergasse 4 Stolperstein       | 14. Sep. 2012  | Sofie Schwartz geb. Guggenheim wurde am 3. Februar 1878 in Tiengen geboren. In der Priestergasse führte sie zusammen mit ihrer Mutter einen Lebensmittelladen. Von den Bewohnern wurden die „Herzeles“ genannt, nach dem Vornamen des Vaters Herz. Sie heiratete Josef Schwartz und hatte mit ihm zwei Kinder. Gretel und Alfred. Ihr Mann gründete mit Sofies Bruder ein Farbengeschäft. 4 Jahre nach der Heirat verstarb ihr Mann im Alter von nur 28 Jahren. Sie gehörte zu den letzten 4 Frauen, die am 22. Oktober 1940 nach Gurs in Südfrankreich gebracht wurden. Ihr inzwischen nach Südafrika ausgewanderte Sohn Alfred machte sich sofort auf den Weg in die Pyrenäen und konnte seine Mutter freikaufen. So konnte sie ihren Lebensabend in Freiheit verbringen. |
|      | HIER WOHNTE HERMANN ALBRECHT JG. 1897 'SCHUTZHAFT' 1939 WELZHEIM DACHAU 1941 MAUTHAUSEN GUSEN I ERMORDET 21.8.1941 SCHLOSS HARTHEIM / LINZ                                         | Hauptstraße 83 Stolperstein        | 14. Sep. 2012  | Hermann Albrecht ist 1897 in Tiengen geboren. Nach dem 1. Weltkrieg arbeitete er im Geschäft seines Vaters, als Installateur. Er gehörte zu keiner verfolgten Minderheit des NS-Regimes. 1933 bis 1937 war er sogar Mitglied der Sturmabteilung. Das Unglück fing mit der Liebe zu Ella Höhl an. Diese begann ein Verhältnis mit dem Gemeindeammann von Zurzach in der Schweiz und betrog ihn mit einer größeren Summe Geld. Albrecht wollte Rache und verbündete sich mit dem Zurzacher Bauunternehmer Carl Mallaun. Dieser kam 1935 wegen Devisenhandel in Deutschland kurzzeitig in Haft, konnte aber in die Schweiz fliehen. Mallaun wurde von dem Ammann und einem Zurzacher Rechtsanwalt denunziert. Beide waren überzeugte Nationalsozialisten und hatten mit dem Tiengener Nazi-Bürgermeister Wilhelm Gutmann einen Verbündeten. 1939 wurde Albrecht von der Gestapo verhaftet und vernommen. Es gab aber keinen Haftgrund und das Verfahren wurde eingestellt. Er wurde aber nicht freigelassen, sondern die Gestapo warf ihm danach vor, in der Schweiz das Deutsche Reich verächtlich gemacht zu haben und mit Bündeln von Geld um sich geschmissen zu haben. Er konnte belegen, dass diese Geschichte falsch war. Trotzdem wurde er über Gurs in das KZ Mauthausen gebracht. Durch die harte Arbeit wurde er zum Invaliden und 1941 zusammen mit 79 anderen Häftlingen in der Tötungsanstalt Hartheim vergast. |
|      | HIER WOHNTE KURT GUGGENHEIM JG. 1921 FLUCHT 1938 USA ÜBERLEBT | Hauptstraße 41 Stolperstein        | 7. Sep. 2013   | Kurt Guggenheim wurde 1921 in Tiengen geboren. Er ist der Sohn von Fanny und Heinrich Guggenheim. Bis 1933 erlebte er eine großartige Kindheit. Mit dem Antisemitismus begann 1933 die Leidenszeit. Das Geschäft seiner Eltern war vom Boykott betroffen. Sein Lehrer in Tiengen unterrichtete in Uniform und mit Pistole im Gürtel. Der Zutritt zum Schwimmbad wurde ihm verwehrt. aber eine jüdische Organisation begann Kurt Guggenheim eine Lehre als Kellner in Stuttgart. Von dort aus konnte er noch vor Kriegsbeginn nach Amerika fliehen. Er leistete dort 3 Jahre Militärdienst und arbeitete in den besten Hotels in Boston, Miami, New Jersey und New York. 1970 kehrte er mit seiner Frau für einen Besuch nach Tiengen zurück. Im Kontakt mit der Tiengener Jungkolping in den 90er Jahren betonte er, dass er erst wieder komme, wenn die Grabsteine von der Stützmauer am Seilerbergweg an ihrem ursprünglichen Ort, dem jüdischen Friedhof zurückkommen. Am 9. November 1998 sprach er zum Anlass der Rückführung der Steine auf dem Friedhof den Kaddisch, das jüdische Totengebet. Im März 2004 ist Kurt Guggenheim gestorben. |
|      | HIER WOHNTE ELLEN STERNBERG GEB. LEVI JG. 1924 FLUCHT 1935 FRANKREICH RÜCKKEHR 1937 1938 SÜD-RHODESIEN ÜBERLEBT                                                                    | Schwarzenbergstraße 2 Stolperstein | 7. Sep. 2013   | Ellen Sternberg geb. Levi wurde am 25. Juli 1924 in Freiburg geboren. Ihre Kindheit verbrachtet sie in Tiengen als Tochter des Viehhändlers Alfred Levi und seiner Frau Lina geborene Bloch aus Stühlingen. Bis 1933 hatte sie sorgenfreies Leben. Danach durfte sie ihre beste Freundin, die Tochter des evangelischen Pfarrers, nicht mehr besuchen. Ab 1935 waren Juden im Schwimmbad Tiengen nicht mehr erwünscht und Ellen musste das Schwimmen in der Wutach lernen. Auch vom Kino und Theater war sie ausgeschlossen. Danach ging die Familie zu ihrer Großmutter nach Breisach, mit dem Ziel Dijon. Durch einen Hinweis ihrer Großeltern, in Tiengen hat sich die Lage gebessert, ging es wieder zurück. Sie besuchte die Volksschule Tiengen und das Gymnasium Waldshut. Aber als einziges jüdisches Mädchen wurde sie wie eine Aussätzige behandelt. 1937 wurde es schlimmer. Auf der Zugfahrt von Waldshut nach Tiengen haben Mitschüler ihre Sachen aus dem Zug geschmissen. Ihre Mutter nahm sie danach von der Schule und brachte sie, zusammen mit ihrem kleinen Bruder, wieder zu den Großeltern nach Breisach. Im selben Jahr wanderte ihr Vater nach Südrhodesien aus und konnte 1938 seine Familie nachholen. Nach anfänglichen Schwierigkeiten, Rhodesien war mit Deutschland im Krieg, konnte die Familie sich dort einleben. |
|      | HIER WOHNTE GUSTAV ABRAHAM JG. 1893 FLUCHT 1933 FRANKREICH GUT ST. RADEGONDE INTERNIERT GURS VERSTECKT / ÜBERLEBT                                                                  | Glockenbergstraße 10 Stolperstein  | 7. Sep. 2013   | Gustav Abraham wurde 1893 in Rust/Baden geboren. Er ist der Bruder von Martha Meier geb. Abraham. Er war mit Erny Stein verheiratet. Gemeinsam hatten sie die Tochter Marion. Gustav Abraham besaß in Freiburg ein Textil Warengeschäft. Am 1. April 1931 zogen sie von Freiburg nach Tiengen. Sie versuchten hier einen Neuanfang mit Herrenstoffen und Aussteuerartikeln. Mit dem Regierungsantritt der Nationalsozialisten 1933 war ihnen die Chance genommen erfolgreich zu sein. Ihnen wurde untersagt ihren bisherigen Kundenkreis, die sie mit Stoffen belieferte, den weiteren geschäftlichen Verkehr. Am 1. Juli 1933 mussten Gustav und Erny Abraham das Geschäft in Tiengen aufgeben. Im Herbst 1934 verließen sie zusammen mit ihren Eltern Albert und Lina Abraham, dem Ehepaar Moritz und Martha Meier und anderen, darunter neun Kinder, Deutschland, um in Frankreich das Gut St. Radegonde zu bewirtschaften. Von 1935 an, verstärkt 1938, nahm das Gut jüdische Jugendliche aus Deutschland zur Ausbildung auf. Nach Kriegsbeginn im September 1939 wurden Gustav Abraham und Moritz Meier interniert und das Gut beschlagnahmt und unter Zwangsverwaltung gestellt. Die Zurückgebliebenen wurden im Juli und im Oktober 1942 nach Auschwitz deporniert und dort wahrscheinlich gleich ermordet<"-- da stand "erfordert" -->. Gustav Abraham konnte mit Moritz Meier das Lager Gurs verlassen. Er konnte bis zur Befreiung durch die Alliierten im Herbst 1944 in Frankreich untertauchen. Am 6. Dezember 1946 heiratete er wieder. Mit seiner zweiten Frau Edith Abraham geb. Mendelson wanderte er im Oktober 1947 in die USA aus und 1948 kam sein Sohn Albert auf die Welt. Gustav Abraham starb 1991. |
|      | HIER WOHNTE ERNY ABRAHAM GEB. STEIN JG. 1898 FLUCHT 1933 FRANKREICH GUT ST. RADEGONDE DEPORTIERT 1942 AUSCHWITZ ERMORDET 1942                                                      | Glockenbergstraße 10 Stolperstein  | 7. Sep. 2013   | Erny Abraham geb. Stein, wurde am 20. Juni 1898 in Kitzingen geboren. Zusammen mit ihrem Mann Gustav hatten sie eine Tochter. Nach der Flucht aus Tiengen auf das Gut Saint Radegonde in Frankreich 1934, wurde sie nach Kriegsbeginn von ihrem Mann getrennt. Sie konnte auf dem Gut vorerst bleiben, ihr Mann wurde nach Gurs gebracht. Am 15. Juli 1942 wurde dann ihre Tochter Richtung Osten deportiert. Erny Abraham wurde dann am 9. Oktober 1942 von der Gestapo verhaftet und nach Auschwitz gebracht, wo sie vermutlich nach der Ankunft durch Gas ermordet wurde. |
|      | HIER WOHNTE MARION ABRAHAM JG. 1925 FLUCHT FRANKREICH GUT ST. RADEGONDE DEPORTIERT 1942 AUSCHWITZ ERMORDET 1942                                                                    | Glockenbergstraße 10 Stolperstein  | 7. Sep. 2013   | Marion Abraham wurde am 15. Januar 1925 in Freiburg geboren. Sie ist die Tochter von Erny und Gustav Abraham. 1931 zog ihre Familie nach Tiengen in die Berghausstraße 7. 1933 zog die Familie mit weiteren Verwendeten auf Gut Saint Radegonde in Frankreich nahe Saumur. Auf diesem, zuerst heruntergekommenen Landwirtschaftsbetrieb, wuchs Marion auf. Der Aufbau war fast gelungen, als die Gestapo und die ihr gehörige französische Polizei, zuschlug. Mit anderen wurde die 17-jährige Marion in der Nacht vom 15. auf den 16. Juli 1942 zunächst nach Angers verschleppt. Am 20. Juli wurde sie mit insgesamt 824 jüdischen Gefangenen direkt und ohne weiteres Zwischenlager nach Auschwitz gebracht, wo er am 23. Juli 1942 ankam. Bei der Ankunft wurden 801 Menschen selektiert, 23 Personen, darunter Marion, wurden sofort ermordet. |
|      | HIER WOHNTE HEIMAN RABBINOWICZ JG. 1869 VERHAFTET 1938 DACHAU TOT 1938 | Tugoweg 5 Stolperstein             | 19. Okt. 2013  | Heimann Rabinowicz stammt aus Litauen und kam am 15. April 1869 im Swiclocz auf die Welt. 1910 zog er von Odenheim mit seiner aus dem schweizerischen Lengnau stammenden Frau Thekla geb. Gideon und ihrem 1909 geborenen Sohn Herbert nach Tiengen. Er erteilte den jüdischen Kindern Religionsunterricht. Auch war er so etwas wie ein Hilfsrabbiner. Der für Tiengen zuständige Bezirksrabbiner, saß in Gailingen. Nebenbei war er auch für die Schlachtungen, der so genannten Schichtung, zuständig. Er wohnte in einem stattlichen Haus, das er bauen ließ, am Tugoweg. Nach 30 Jahren Dienst für die jüdische Gemeinde folgte in der Reichskristallnacht die Demütigung. Der 69-jährige bärtige Mann mit der Kippa war genau das Hassobjekt der Nazis. Er wurde in das Lager Dachau verschleppt, wo er nach 2 Wochen an den Qualen starb. Sein Sohn verließ Tiengen schon früher in Richtung Fremdenlegion. Seine Frau konnte am 30. März 1939 Tiengen verlassen und zog zu Verwandten nach Baden in die Schweiz. |
|      | HIER WOHNTE AMALIE BERNHEIM GEB. NEUBERGER JG. 1872 DEPORTIERT 1940 GURS ÜBERLEBT                                                                                                  | Priestergasse 13 Stolperstein      | 19. Okt. 2013  | Amalie Bernheim geb. Neuberger wurde am 25. Mai 1872 in Mühlfeld in Unterfranken geboren. Sie kam 1903 nach Tiengen und heiratete Salomon Bernheim und wohnte mit ihm in der ehemaligen jüdischen Druckerei in der Priestergasse 13. Ihr Mann starb am 7. Mai 1930 mit knapp 60 Jahren. Die Witwe Amalie Bernheim zählte zu den ärmsten unter den Tiengener Juden. Sie wurde am 22. Oktober 1940 mit den letzten 3 Frauen nach Gurs deportiert. Die weitere Deportation nach Auschwitz konnte sie entkommen. Sie überlebte das Kriegsende im freien Frankreich und starb am 27. Oktober 1945 in Montélimar. |
|      | HIER WOHNTE SABINE BERNHEIM GEB. WURMSER JG. 1880 DEPORTIERT 1940 GURS ERMORDET 1941                                                                                               | Hauptstraße 55 Stolperstein        | 19. Okt. 2013  | Sabine Bernheim ist am 5. September 1880 in Breisach geboren. Sie war die zweite Ehefrau von Isak Bernheim, der in der Hauptstraße 55 in Tiengen ein Aussteuergeschäft betrieb. Nachdem ihr Mann 1936 gestorben war, lebte sie allein weiter in Tiengen. Sie war eine beliebte Mitbürgerin und spendete viel an Bedürftige. In der Pogromnacht 1938 wurde sie aus der Wohnung geholt und nach Waldshut ins Gefängnis gebracht. Seither lebte sie zurückgezogen unter Angst. Da sie keine Verwandtschaft in der Schweiz hatte, musste sie in Tiengen bleiben. Am 22. Oktober 1940 wurde sie mit anderen Tiengener Frauen nach Gurs deportiert. Dort starb sie drei Monate später am 26. Januar 1941 im Alter von nur 60 Jahren |
|      | HIER WOHNTE TILLY WURMSER JG. 1891 DEPORTIERT 1940 GURS ERMORDET 1942 AUSCHWITZ | Hauptstraße 55 Stolperstein        | 19. Okt. 2013  | Tilly Wurmser wurde am 7. Juli 1891 in Breisach geboren. Sie erlebte die Reichskristallnacht in Worms. Am 13. Dezember 1938 zog sie nach Tiengen zu ihrer Schwester Sabine, in der Hoffnung dort sicher vor den Nazis zu sein. Zusammen mit ihrer Schwester wurde sie am 22. Oktober 1940 nach Gurs gebracht. Am 9. September 1942 kam sie mit dem Konvoi Nr. 30 ins Vernichtungslager Auschwitz, wo sie ermordet wurde. |
|      | HIER WOHNTE ERIKA FRANK GEB. SCHLESINGER GEB. 1914 FLUCHT 1938 HOLLAND INTERNIERT WESTENBROEK DEPORTIERT 1942 AUSCHWITZ ERMORDET 1942                                              | Zubergasse 2 Stolperstein          | 19. Okt. 2013  | Erika Frank geb. Schlesinger wurde am 5. März 1914 in Tiengen geboren. Nach der Heirat mit Max Frank flüchteten das Ehepaar nach Amsterdam und nicht nach Palästina, da sie nicht in die Wüste wollte. Sie wurde in Amsterdam verhaftet und nach Auschwitz deponiert. Am 30. September 1942 wurde sie und ihr Mann in Auschwitz ermordet. |
|      | HIER WOHNTE FERDINAND SCHLESINGER JG. 1875 ‘SCHUTZHAFT’ 1938 DACHAU FLUCHT 1939 PALÄSTINA                                                                                          | Zubergasse 2 Stolperstein          | 22. Aug. 2016  | Ferdinand Schlesinger war in Tiengen ein bekannter Pferdehändler. Er war mit Jenny Levi verheiratet und hatte 2 Töchter. In der Reichspogromnacht 1938 wurde er nach Dachau verschleppt. Er kam nach einigen Monaten wieder frei, unter dem Versprechen, sein Haus zu verschenken und über die erlebte Zeit zu schweigen. Mit seiner Frau konnte er mit dem letzten Schiff am 27. November 1939 nach Palästina auswandern. Er starb dort am 1. April 1950 im Alter von 75 Jahren. |
|      | HIER WOHNTE JENNY SCHLESINGER GEB. LEVI JG. 1876 FLUCHT 1939 PALÄSTINA | Zubergasse 2 Stolperstein          | 22. Aug. 2016  | Jenny Schlesinger geb. Levi war mit Ferdinand Schlesinger verheiratet und hatte mit ihm 2 Töchter. Hedwig und Erika. Gemeinsam mit ihrem Mann konnte sie am 27. November 1939 nach Palästina auswandern. Sie kam bei der Bombardierung von Haifa durch die Italiener am 24. Juli 1940 ums Leben. |
|      | HIER WOHNTE HEDWIG LEMMEL GEB. SCHLESINGER 1911 FLUCHT 1935 PALÄSTINA | Zubergasse 2 Stolperstein          | 22. Aug. 2016  | Hedwig Lemmel geb. Schlesinger ist 1911 in Tiengen geboren und ist im Alter von 24 Jahren 1935 nach Palästina ausgewandert. Nach dem Krieg hat sie immer wieder mal Tiengen besucht. |
|      | HIER WOHNTE HEINRICH GUGGENHEIM JG. 1880 ‘SCHUTZHAFT‘ 1938 FLUCHT 1939 ENGLAND | Hauptstraße 41 Stolperstein        | 22. Aug. 2016  | Heinrich Guggenheim geb. am 5. Juli 1880 in Tiengen, führte in Tiengen ein Farbengeschäft. In der Reichskristallnacht wurde sein Geschäft verwüstet und er kam kurzzeitig nach Dachau. Nach vier Wochen konnte er wieder zurück. Die Söhne, Hans und Kurt, hatten Tiengen kurz vorher verlassen können. Siegfried 1936. Am 10. August 1939 konnten sie nach London ausreisen. Später ging es in die USA. |
|      | HIER WOHNTE FANNY GUGGENHEIM GEB. HAUSER JG. 1881 FLUCHT 1939 ENGLAND | Hauptstraße 41 Stolperstein        | 22. Aug. 2016  | Fanny Guggenheim geb. Hauser ist 1881 geboren und in Mühringen aufgewachsen. Sie war die Ehefrau von Heinrich Guggenheim und Mutter von Kurt, Siegfried und Hans Guggenheim. In der Reichskristallnacht kam sie über Nacht ins Gefängnis Waldshut, ihr Mann nach Dachau. Nach der Rückkehr ihres Mannes nach vier hatten sie unter Druck ihr Anwesen in der Hauptstraße und Priestergasse verkauft und sind am 10. August 1939 nach England geflüchtet. Später bekam das Ehepaar die Einreiseerlaubnis für die USA. In New York sahen sie ihre drei Söhne wieder. |
|      | HIER WOHNTE JOSEF ARZNER JG. 1897 IM WIDERSTAND/KPD FLUCHT 1933 SCHWEIZ 1936 SPANIEN INTERNATIONALE BRIGADE VERHAFTET 1938 INTERNIERT GURS FLUCHT/MIT HILFE ÜBERLEBT               | Klettgaustraße 16 Stolperstein     | 22. Aug. 2016  | Josef Arzner ist 1897 geboren. 1924 wurde er als Vertreter der Kommunistischen Partei in den Tiengener Stadtrat gewählt. Er hat in seinen Reden auf die Gefahr des Nationalsozialismus hingewiesen. Noch in der Nacht der Machtergreifung der Nazis flüchtete er aus Tiengen, zuerst in die Schweiz. 1936 kämpfte er in Spanien auf Seiten der Republikaner gegen Franco. 1937 wurde ihm die deutsche Staatsbürgerschaft aberkannt und als Staatenlos erklärt. Er lebte danach in Paris, wo er 1938 ins Lager Gurs gebracht wurde. Er konnte dann aber fliehen und lebte illegal in Plan-de-Baix, bei der Familie Berenger. 1945, nach Kriegsende kehrte er nach Tiengen zurück und wurde 1952 wieder, für die KPD, in den Stadtrat gewählt. Josef Arzner starb 1986. |
|      | HIER WOHNTE FANNY GUGGENHEIM JG. 1889 UMZUG 1940 BLINDENANSTALT BERLIN DEPORTIERT 1942 RIGA ERMORDET 18.8.1942                                                                     | Hauptstraße 61 Stolperstein        | 22. Aug. 2016  | Fanny Guggenheim wurde am 5. Oktober 1889 in Paris geboren. Ihre Mutter, Regina Rosenberg, war aus Breisach und heiratete Herrmann Guggenheim 1890 in Lörrach. Er adoptierte das Kind seiner Frau, das sie mit in die Ehe brachte. Danach zog die Familie nach Tiengen. Ihr Stiefvater starb im Dezember 1930 und ihre Mutter im Januar 1933. Danach war ihr Leben nicht einfach. Das Haus, in dem sie lebte, war baufällig und die Mieteinnahmen waren gering. Dazu kam, dass ihr Sehvermögen nachließ. Allein und fast blind und auf Hilfe angewiesen, lebte sie in der Hauptstraße 61. Am 21. April 1940 zog sie in ein jüdisches Blindenheim nach Berlin-Steglitz. Mit mehr als 1000 Menschen wurde sie am 15. August 1942 in die Nähe von Riga gebracht und in den Wald von Rumbula getrieben, wo sie dann mit anderen sofort erschossen wurde. |
|      | HIER WOHNTE FRITZ BIRK JG. 1894 IM WIDERSTAND / KPD FLUCHT 1933 SCHWEIZ SPANIEN INT. BRIGADEN 1938 FRANKREICH DEPORTIERT 1941 MEHRERE ZUCHTHÄUSER 1944 DACHAU, FLOSSENBÜRG BEFREIT | Priestergasse 21 Stolperstein      | 5. März 2020   | Fritz Birk ist am 8. Februar 1894 als Friedrich Wilhelm Birk in Ettlingen geboren. Die Volksschule besuchte er von 1901 bis 1909 in Rastatt. Beim Ausbruch des 1. Weltkriegs wurde er zu Krupp in Essen in die Waffenproduktion abkommandiert. 1922 zog Fritz nach Tiengen und lernte dort seine spätere Frau Theresia Sutter kennen. Das Paar hatte zwei Kinder. Er war zuerst Mitglied der SPD, danach bei der KPD. 1920 war er im Widerstand gegen den Kapp-Putsch dabei und gründete 1923 die KPD_Ortsgruppe Tiengen. Im März 1933 wurde er in Schutzhaft genommen und flüchtete nach seiner Freilassung in die Schweiz. 1936 wurde er Mitglied der XIII. Internationale Brigade im Spanischen Bürgerkrieg.Er kämpfte an der Front von Teruel, Madrid und Cordoba. Er war als Waffenexperte sehr gefragt. Nachdem seine Kampfeinheit große Verluste erlitt und aufgelöst wurde, wechselte er zur XI. Brigade. 1937 wurde er vom Deutschen Reich für staatenlos erklärt. Um dies seiner Frau zu ersparen, riet er ihr zur Scheidung. Nach Umwegen über Paris wurde er in das Lager Rieucros interniert. Nach dem Einmarsch der Wehrmacht, im Juli 1941, wurde er nach Karlsruhe gebracht und im Mai 1942 in Stuttgart wegen Hochverrat zu drei Jahren Zuchthaus verurteilt. Von Ludwigsburg über Celle kam er 1944 in das KZ Dachau. Danach in das Außenlager Rabstein des KZ Flossenbürg. Am 14. Juni 1945 kehrte er wieder nach Tiengen zurück. Er versuchte 1948 am Landgericht Waldshut die Ehescheidung als rechtsungültig aufzuheben, was das Gericht aber zurückwies. Deswegen heirateten Theresia und Fritz am 12. Oktober in Tiengen ein zweites Mal. Der Kreisvorsitzende der VVN verstarb am 2. September 1956. |

#### Waldshut
| Bild | Inschrift | Adresse                          | Verlege- datum | Kurzbiographie |
| ---- | --- | -------------------------------- | -------------- | --- |
|      | HIER WOHNTE KLARA AUFRICHTIG JG. 1878 DEPORTIERT 1940 GURS ERMORDET IN AUSCHWITZ                                                                        | Kaiserstraße 17 Stolperstein     | 15. Sep. 2012  | Klara Aufrichtig ist am 8. Oktober 1878 in Klein Koslau/Ostpreußen geboren. Sie führte mit ihrer Schwester Jenny in Waldshut ein Schuhgeschäft. Sie waren bekannt für erstklassiges Schuhwerk. Sie führte ein zurückgezogenes Leben. Am 22. Oktober 1940 wurde sie in Lager Gurs und danach nach Noé, Haute Garonne. Später in den Osten nach Auschwitz. Sie gilt von da an als vermisst. |
|      | HIER WOHNTE JENNY AUFRICHTIG JG. 1876 DEPORTIERT 1940 GURS BEFREIT/ÜBERLEBT                                                                             | Kaiserstraße 17 Stolperstein     | 15. Sep. 2012  | Jenny Aufrichtig ist am 23. Juni 1876 in Klein Koslau/Ostpreußen geboren, und war die Schwester von Siegfried Aufrichtig. In Waldshut betrieb sie mit ihrer jüngeren Schwester ein Schuhgeschäft in der Kaiserstraße 17. Zusammen mit ihrer Schwester wurde sie am 22. Oktober 1940 nach Gurs gebracht. Sie überlebte das Lager und starb 1949 in Frankreich. |
|      | HIER WOHNTE JOSEF MESSMER JG. 1885 'SCHUTZHAFT' 1937 DACHAU BUCHENWALD DEPORTIERT MAJDANEK ERMORDET 1944                                                | Schwarzwaldstraße 7 Stolperstein | 15. Sep. 2012  | Josef Messmer ist am 19. Februar 1885 in Kirchen-Hausen geboren. Er hatte eine Anstellung bei der deutschen Reichsbahn in Immendingen und wurde 1911 nach Waldshut versetzt. Er nahm von 1915 bis 1918 am 1. Weltkrieg teil. 1919 kam er in einem französischen Lazarett mit einem anderen Verwundeten in Kontakt zu den Ernsten Bibelforschern. 1922 konvertierte er zu dieser Glaubensgemeinschaft, die ab 1931 sich die Zeugen Jehovas nannten. Er übernahm die Führung im Missionsdienst. Die Gruppe zählte etwa 25 Leute in Waldshut, Tiengen, Oberlauchringen und Rheinheim. Nach der Machtergreifung durch die Nationalsozialisten im Januar 1933 wurden die Zeugen Jehovas verboten. Das Grenzgebiet entwickelte sich zu einem Umschlagplatz des Wachturms von der freien Schweiz nach Deutschland. Messmer war an diesem Schmuggel beteiligt und unterhielt ein gutes Netzwerk. Am 7. Oktober 1934 sandte er ein Telegramm an Adolf Hitler, in dem er heftige Kritik an der Behandlung der Zeugen Jehovas geübt hatte. Die Antwort folgte im April 1935 als die erste Hausdurchsuchung stattfand. Am 16. Februar 1937 wurde er von der Gestapo verhaftet und zu 8 Monaten Haft verurteilt. Nach Verbüßung der Strafe wurde er nicht entlassen, sondern direkt nach Buchenwald überstellt. Danach war er bis Januar 1944 in Dachau. Von dort wurde er nach Lublin gebracht. AM 19. März erhielt die Familie die Nachricht, dass Josef Messmer am 4. März am Fleckfieber gestorben ist. Aussagen von Mithäftlingen lassen aber vermuten, dass er im benachbarten KZ Majdanek vergast wurde. |
|      | HIER WOHNTE ANTON REINHARDT JG. 1927 FLUCHT 1944 SCHWEIZ INTERNIERT 1944 SICHERUNGSLAGER ROTHENFELS FLUCHT 1945 VON SS ERMORDET 1945 BEI BAD RIPPOLDSAU | Liederbach 2–8 Stolperstein      | 15. Sep. 2012  | Anton Reinhardt wurde am 10. Juni 1927 in Weiden bei Dorhan geboren. Er besuchte die Volksschule in Waldshut. Auf Anordnung der NS-Rassenforscher brachte man ihn als Sinto 1944 ins Krankenhaus zur Zwangssterilisation. Er floh in die Schweiz, wurde aber am selben Tag nach Konstanz ausgewiesen. Wiederum entkam er, indem er den Rhein bei Koblenz durchschwamm. Er wurde verhaftet und nach Zurzach gebracht und den Deutschen übergeben. Zurück in Deutschland kam er ins Lager Rotenfels. Kurz vor Kriegsende gelang ihm wieder die Flucht. Am Karfreitag 1945 wurde er vom Volkssturm in der Nähe von Bad Rippoldsau festgenommen. Auf Befehl von SS-Sturmbannführer Karl Haugner wurde er durch ein Standgericht zum Tode verurteilt und von Haugner persönlich erschossen. Er war 17 Jahre alt. 1999 erschien der Spielfilm Ein einzelner Mord Regie, Karl Fruchtmann. Der Film handelt vom Mord an Anton Reinhardt. |
|      | HIER WOHNTE GOTTLIEB REINHARDT JG. 1920 DEPORTIERT 1943 AUSCHWITZ ERMORDET 1944 MAJDANEK                                                                | Liederbach 2–8 Stolperstein      | 15. Sep. 2012  | Gottlieb Reinhardt, geboren 1920, ist ein Halbbruder von Anton Reinhardt. Er stammt aus der ersten Ehe seines Vaters. Seine leibliche Mutter starb bei seiner Geburt. Nach der Beendigung der Volksschule in Waldshut war er als Hilfsarbeiter tätig. Zuletzt in der Molkerei in Waldshut. Die Gestapo nahm ihn am 5. März 1943 auf Grund ihrer Rassenideologie fest. Am 3. April desselben Jahres wurde er nach Auschwitz-Birkenau deponiert. 1944 wurde er nach Majdanek bei Lubin eingeliefert und wo er am 31. März in der Gaskammer ermordet wurde. |
|      | HIER WOHNTE SIEGFRIED AUFRICHTIG- GUGGENHEIM JG. 1873 'SCHUTZHAFT' 1938 DACHAU FLUCHT 1939 SCHWEIZ ÜBERLEBT                                             | Kaiserstraße 22 Stolperstein     | 7. Sep. 2013   | Siegfried Aufrichtig wurde am 27. Dezember 1873 im schlesischen Klein Kosel geboren. In der Kaiserstraße 21 betrieb er ein gut gehendes Herrenbekleidungsgeschäft. Für seine Maßanfertigungen, die er in Frankfurt anfertigen ließ, war er sehr geschätzt. Er war aktives Mitglied bei der Feuerwehr und dem Roten Kreuz. Seit 1905 war er mit Josefine-Lucie Guggenheim aus Tiengen verheiratet. Am 9./10. November 1938 wurde er nach Dachau deportiert. Vorher zerstörte man ihm seine Wohnung und verletzte ihn schwer. Nachdem er auf sein Vermögen verzichtete und ein Schweigeversprechen gab, wurde er nach drei Monaten entlassen. Am 26. August 1939 flüchtete er mit seiner Frau nach Basel. |
|      | HIER WOHNTE GERHARD AUFRICHTIG- JG. 1924 FLUCHT 1938 SCHWEIZ ÜBERLEBT                                                                                   | Kaiserstraße 22 Stolperstein     | 7. Sep. 2013   | Gerhard Aufrichtig wurde am 1. August 1924 in Waldshut geboren. Er ist der Sohn von Siegfried und Lucie Aufrichtig. Gerhard flüchtete 1938 allein in die Schweiz. Der 14-Jährige wurde von Verwandten in Kreuzungen und St. Gallen aufgenommen. In Waldschönengrund im Kanton St. Gallen wurde er von den Schweizer Behörden interniert. Am 29. Februar 1940 konnte er zu seinen Eltern nach Basel ziehen. |
|      | HIER WOHNTE LUCIE AUFRICHTIG GEB. GUGGENHEIM JG. 1884 FLUCHT 1939 SCHWEIZ ÜBERLEBT                                                                      | Kaiserstraße 22 Stolperstein     | 7. Sep. 2013   | Lucie Aufrichtig wurde am 2. November 1884 in Tiengen geboren. 1905 heiratet sie Siegfried Aufrichtig. Aus der Ehe entstammen zwei Kinder. Ottilie Gertrud geboren 1907 und 1922 an einer Grippe gestorben. Sohn Gerhard geboren 1924 und 2006 gestorben. Mit ihrem Mann konnte sie 1939 nach Basel flüchten. |
|      | HIER WOHNTE ARTHUR SIEGBERT JG. 1903 'SCHUTZHAFT' 1938 DACHAU FLUCHT 1938 USA ÜBERLEBT                                                                  | Bismarckstraße 13 Stolperstein   | 7. Sep. 2013   | Arthur Siegbert wurde am 9. Oktober 1903 in Waldshut geboren. Sein Vater Siegbert kam aus Pflaumloch und heiratet 1899 Julie Bollag aus Oberendingen im Aargau. Sein älterer Bruder Karl ertrank 1925 im Neckar und wurde auf dem Tiengener Judenfriedhof beerdigt. Arthur war Mitglied der Waldshuter Junggesellen und lange Zeit ihr Schriftführer. Als das Klima, wegen den Nationalsozialisten, immer giftiger wurde wollte er in die USA auswandern. Das Gesuch wurde abgelehnt. Sein zweiter Antrag wurde angenommen. In dieser Zeit war er, nach Misshandlungen und Demütigungen, schon in Dachau interniert. So kam er frei und konnte nach New York ausreisen. Seine betagten Eltern konnten 7. Februar 1939 ins jüdische Altenheim ins schweizerische Lengnau ausreisen. Arthur Siegbert starb im Januar 1985. |
|      | HIER WOHNTE ALFRED SCHÄFER JG. 1895 VERHAFTET 1941 DACHAU 1942 SACHSENHAUSEN 1944 BUCHENWALD 1945 TODESMARSCH BEFREIT / ÜBERLEBT                        | Bergstraße 10 Stolperstein       | 7. Sep. 2013   | Alfred Schäfer wurde 1895 in Waldshut geboren. In seiner Jugend war er ein begeisterter Sportler. Im Ersten Weltkrieg wurde er verwundet. Nach seiner Genesung war er Kranführer bei den Lonza Werken. 1920 heiratete er Karoline Schlagenhauf. Das Paar hatte drei Kinder. In den frühen 1930er Jahren kam er, über Josef Messmer, in Kontakt zu den Ernsten Bibelforschern und konvertierte. Trotz Verbot führte er in den Dörfern um Waldshut Missionsbesuche ab. Im Februar 1935 wurde er das erste Mal verhaftet, aber nach Abnahme seiner Literatur, wie laufen gelassen. Nach der Verhaftung Messmers 1937, wurde Schäfer sein Nachfolger. Er schwamm zum Beispiel bei Kadelburg über den Rhein und holte in der Schweiz vorbereitete, wasserdicht verpackte Literatur, um sie nach Deutschland zu bringen. Diese Aktionen blieben unentdeckt. Am 28. Oktober 1941 wurde Alfred Schäfer in Dogern bei einer Missionstätigkeit von der Gestapo verhaftet. Ohne Gerichtsverfahren wurde er am 20. März 1942 ins KZ Dachau eingeliefert. Am 1. Dezember 1942 kam er nach Sachsenhausen und am 22. Juli 1943 nach Buchenwald. Die schlimmste Zeit für ihn war in Dachau. Bei ihm wurden auch Versuche mit Malaria durchgeführt. Dank seiner körperlichen Robustheit hat er dies jedoch überlebt, aber ein dauerndes Herzleiden zugezogen. Danach wurde er zu Zwangsarbeiten weitergeschickt. Nach Auflösung der Konzentrationslager schickte man die Gefangenen auf Todesmärsche. Auf dem Weg nach Theresienstadt, das noch von den Deutschen besetzt war, wurde die Gruppe, von anfangs 250 in Leipzig gestarteten, am 9. Mai 1945 von den Russen befreit. Überlebt haben 120, darunter Alfred Schäfer. Zuerst erholte er sich bei seiner Schwester in Stuttgart, bevor er Mitte 1946 in Waldshut eintraf. Er brauchte ein weiteres Jahr zur Regeneration. Danach hatte er eine entscheidende Rolle beim Aufbau der Zeugen Jehovas in Waldshut. Er starb im Oktober 1973 an seinem Herzleiden, das er sich in Dachau zugezogen hat. |
|      | HIER WOHNTE WILLY AUFRICHTIG JG. 1884 'SCHUTZHAFT' 1938 DACHAU 1939 VERZOGEN EUSKIRCHEN 1942 BENDORF-SAYN DEPORTIERT 1942 ERMORDET IN SOBIBOR           | Kaiserstraße 22 Stolperstein     | 9. Nov. 2016   | Willy Aufrichtig wurde am 1. Oktober 1884 in Klein Kosel geboren. Er war der Bruder von Siegfried Aufrichtig. Er war leicht geistig behindert und arbeitete als Laufbursche bei seinem Bruder im Bekleidungsgeschäft. Seine Behinderung bewahrte ihn noch vor einer Deportation nach Dachau. Er hat Waldshut am 10. Oktober 1939 verlassen und hat sich in Euskirchen niedergelassen. Die Schweiz wollte den 58-jährigen Sozialfall nicht aufnehmen. Willy Aufrichtig wurde 1942 in Sobibor ermordet. |
|      | HIER WOHNTE SIMON SCHWARZKOPF JG. 1877 FLUCHT 1937 USA                                                                                                  | Kaiserstraße 59 Stolperstein     | 5. März 2020   | Simon Schwarzkopf |
|      | HIER WOHNTE THEKLA SCHWARZKOPF GEB. WOLF JG. 1888 FLUCHT 1937 USA                                                                                       | Kaiserstraße 59 Stolperstein     | 5. März 2020   | Thekla Schwarzkopf |
|      | HIER WOHNTE RUTH SCHWARZKOPF JG. 1913 FLUCHT 1936 USA                                                                                                   | Kaiserstraße 59 Stolperstein     | 5. März 2020   | Ruth Schwarzkopf |
|      | HIER WOHNTE HANS SCHWARZKOPF JG. 1914 FLUCHT 1934 FRANKREICH 1934 USA                                                                                   | Kaiserstraße 59 Stolperstein     | 5. März 2020   | Hans Schwarzkopf |
|      | HIER WOHNTE ELISABETH SCHWARZKOPF JG. 1915 FLUCHT 1935 USA                                                                                              | Kaiserstraße 59 Stolperstein     | 5. März 2020   | Elisabeth Schwarzkopf |
|      | HIER WOHNTE BERNHARD SCHWARZKOPF JG. 1920 FLUCHT 1938 USA                                                                                               | Kaiserstraße 59 Stolperstein     | 5. März 2020   | Bernhard Schwarzkopf |
|      | HIER WOHNTE ERICH SCHWARZKOPF JG. 1922 FLUCHT 1937 USA                                                                                                  | Kaiserstraße 59 Stolperstein     | 5. März 2020   | Erich Schwarzkopf |

### Weilheim
| Bild | Inschrift | Adresse             | Verlege- datum | Kurzbiographie |
| ---- | --- | ------------------- | -------------- | --- |
|      | HIER ARBEITETE PFARRER JOSEF KÖNIG JG. 1904 VORWURF KANZELMISSBRAUCH GEFÄNGNIS WALDSHUT ENTLASSEN 23.4.1945 TOT 13.5.1945 | Kirche Stolperstein | 22. Aug. 2016  | Josef König, geboren 28. Juni 1904 in Hausach. Mit 22 Jahren hat er seine Priesterweihe empfangen. 1927 wurde er Vikar in Lauf. Nach der Machtergreifung der Nationalsozialisten 1933 geriet er immer mehr in Konflikt durch sein Engagement in der Jugendarbeit mit den NSDAP-Parteiführern. Nach mehreren Versetzungen wurde König Pfarrverweser in Nöggenschwiel. Am 1. Oktober 1939 wurde er dort zum Pfarrer gewählt. Er stand auch gleich bei seinen Predigten unter Beobachtung. Seine mutigen und ehrlichen Predigten und auch seine Meinungen außerhalb der Kirche führten am 23. November 1944 zu seiner Verhaftung. Ohne Gerichtsverfahren, ohne Heizung und mit schlechter Ernährung überstand er den Winter im Waldshuter Gefängnis. Nach seiner Entlassung am 23. April 1945 versuchte er noch seine Arbeit als Seelsorger in Nöggenschwiel wieder aufzunehmen. Am 4. Mai jedoch hatte er einen körperlichen Zusammenbruch. Geschwächt verstarb Josef König am 13. Mai 1945 im Waldshuter Krankenhaus. |